# Jacques Urbain
Pour les articles homonymes, voir Urbain.
Jacques Urbain, né le 9 avril 1923 à Genève, est un écrivain et poète vaudois.

## Biographie
Jacques Urbain, de son vrai nom Urbain Bovard, est originaire de Fribourg.
Auteur prolifique, Jacques Urbain écrit de très nombreux recueils de poésies, parmi lesquels "À pleine voix" (1950), "Ma rose décapitée" (1965), "Complainte du père Mathieu" (1966), "Le temps des cerises" (1965), "Cécile et le malheur de vivre" (1988). Il publie également des essais concernant notamment la chanson française en Suisse romande. 
Jacques Urbain est l'auteur de poèmes-affiches : "Ethel et Julius Rosenberg" (1953), "Chili martyr" (1975), de chroniques : "Chroniques genevoises et d'ailleurs" (1992-2001), et d'une biographie de Gérard Philipe intitulée "Il y a dix ans Gérard Philipe" (1969).
Membre de l'Institut national genevois, il reçoit le prix Pierre Meylan de musicologie en 1981.

## Sources
- « Jacques Urbain », sur la base de données des personnalités vaudoises sur la plateforme « Patrinum » de la Bibliothèque cantonale et universitaire de Lausanne.
- Anne-Lise Delacrétaz, Daniel Maggetti, Écrivaines et écrivains d'aujourd'hui, p. 406